# 克萊德班克
克萊德班克（英語：Clydebank）是英國蘇格蘭的一座城鎮，位於西鄧巴頓郡，克萊德河的北岸。克萊德班克是大格拉斯哥地區的衛星城。克萊德班克設立於1886年11月18日。

## 友好城市
- 法國 阿让特伊